# (1690) Mayrhofer

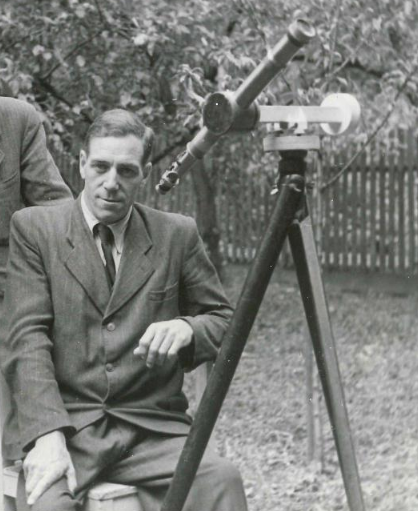
Foto von Karl Mayrhofer aus 1947

(1690) Mayrhofer ist ein Asteroid des Hauptgürtels, der am 8. November 1948 von der französischen Astronomin Marguerite Laugier in Nizza entdeckt wurde.
Der Name des Asteroiden wurde auf Vorschlag von O. Kippes, der in die Überprüfung dieser Entdeckung involviert war, zu Ehren des österreichischen Astronomen Karl Mayrhofer gewählt. Mayrhofer, ein Gründungsmitglied der Linzer Astronomischen Gemeinschaft, lebte in Ried im Innkreis und ist bekannt für die Berechnungen von Asteroidenbahnen. 
Siehe auch
- Liste der Asteroiden
- 9236 Obermair
- 7940 Erichmeyer
- 3184 Raab
- 7491 Linzerag
- Sternwarte Davidschlag
- 243491 Mühlviertel
- Johann Palisa